# Richard Boucher
Pour les articles homonymes, voir Boucher.
Richard Boucher est un footballeur international français reconverti entraîneur, né le 1er janvier 1932 à Créteil et mort le 26 septembre 2017 à Toulouse, de 1,80 m pour 76 kg, ayant occupé le poste de défenseur en sélection nationale et en clubs.

## Clubs

### Joueur
- US Créteil : 1946 à 1947 (amat.)
- VGA Saint-Maur : 1947 à 1953 (amat.)
- Toulouse football Club : 1953 (année de la remontée en D1) à 1963
- Olympique de Marseille : 1963 à 1964
- Buzzichelli Toulouse Levage Sports : 1964 à 1972 (corpo.)

### Entraîneur
- US Toulouse : 1973 à 1975 ; 1976 à 1977
- Buzzichelli Levage Sports : 1964 à 1972 ; 1977 à 1987

### Directeur sportif
- US Toulouse (UST) : 1970 à 1973
- FC Blagnac : 1987 à 1993 - Montées : Division d'Honneur et C.F.A.

## Palmarès

### Joueur
- Champion de Paris « Cadets » avec US Créteil (1947)
- Champion de Paris (Universitaire) (1947)
- Vainqueur de la Coupe de Paris avec la « Monnaie de Paris » (Corpo) (1952)
- Vainqueur de la Coupe de Paris avec la VGA Saint-Maur (1953)
- Sélectionné dans l'Equipe de Paris de 1952 à 1953
- 3 sélections en équipe de France A, de 1957 à 1961
- 4 sélections en équipe de France B, de 1954 à 1957
- 1 sélection en équipe de France Espoirs ((1954))
- Vainqueur de la Coupe de France en 1957 (TFC)
- Vice-champion de France en 1955 (TFC) (5e en 1960-TFC)
- Finaliste de la coupe de France corporative ((1968)) ((Buzzichelli Levage Sport))
- Champion corporatif de division d'honneur (D4) : 1965, 1966, 1967, 1968, 1969, 1970, 1971 et 1972 (Buzzichelli LS)
- Coupe corporative de Haute-Garonne: 1966, 1967, 1969, 1971 et 1972 (Buzzichelli LS)

### Entraîneur
- 3e du groupe B de 2e division en 1974 avec l’UST
- 5 fois vainqueur de la Coupe de France Corporative (avec le Buzzichelli Levage Sport) ((1977))- ((1979)) - ((1981)) - ((1985)) et ((1987))
- 4 fois champion de France Corporative (avec le Buzzichelli Levage Sport) en ((1982)) - ((1984)) - ((1985)) et ((1987))
- 1 fois Finaliste du Championnat de France Corporatif (avec le BLS) en ((1986))
- 22 fois champion corporatif (Division d'Honneur) de la ligue Midi-Pyrénées
- 15 fois vainqueur de la coupe régionale corporative de la ligue Midi-Pyrénées